# Madisonville, Louisiana
Madisonville är en kommun (town) i Saint Tammany Parish i Louisiana. Orten har fått namn efter USA:s fjärde president James Madison. Vid 2010 års folkräkning hade Madisonville 748 invånare.